# Guerra de Tarija (1837-1839)
La guerra de Tarija también conocida como la guerra entre las confederaciones Argentina y Perú-Boliviana, fue un conflicto armado que se dio entre 1837 a 1839. Debido a que sucedió simultáneamente que la misma confederación estaba enfrascada en una guerra paralela contra la República de Chile, en la llamada guerra de restauración peruana, se suele confundir el primer conflicto referido aquí con el segundo. La guerra se inició el 19 de mayo de 1837 cuando, luego de la anexión ilegítima y por medios militares por parte de la Confederación Peruano-Boliviana de Tarija, Salta y Jujuy, el entonces encargado del manejo de las relaciones exteriores de la Confederación Argentina y gobernador de la provincia de Buenos Aires, Juan Manuel de Rosas, declaró una guerra defensiva directamente al presidente Andrés de Santa Cruz.
Las operaciones comenzaron en agosto de 1837 cuando tropas bolivianas invadieron la mayor parte de la provincia de Jujuy, la Puna de Jujuy y el norte de la provincia de Salta. Continuando con una serie de combates y escaramuzas entre ambas fuerzas todos ellos sin resultados concluyentes. En mayo y junio de 1838 el ejército confederado derrotó a las tropas de Rosas en una serie de encuentros menores siendo el más importante el combate de Montenegro o combate de la Cuesta de Coyambuyo, que provocó en la práctica la retirada argentina de la contienda que a partir de entonces mantuvo una postura defensiva, aunque el estado de guerra continuó hasta la victoria del ejército restaurador chileno-peruano en la batalla de Yungay, que puso fin a la Confederación Perú-Boliviana. Para los argentinos, uno de estos combates menores ampliamente recordados, sería el combate de Humahuaca, al norte de Jujuy y Salta, en la que las fuerzas argentinas saldrían victoriosas. Después de la contienda la Confederación Argentina afirmaría su soberanía en las provincias de Salta y Jujuy mientras que Tarija todavía quedaría en disputa entre Argentina y Bolivia.

## Antecedentes
Las relaciones entre la Confederación Perú-Boliviana y la Confederación Argentina se habían deteriorado, entre otras razones por el apoyo del presidente boliviano Andrés de Santa Cruz a grupos unitarios que realizaron al menos cuatro incursiones desde el sur de Bolivia a las provincias del norte argentino en los años previos a la guerra. Una de ellas fue la del coronel Javier López en 1834 que culminó con su derrota en la Batalla de Chiflón. Un nuevo intento de López en 1835 fue derrotado en la Batalla de Monte Grande, en donde fue fusilado. También en 1835, Felipe Figueroa invadió la Provincia de Catamarca y en 1836 Mariano Vázquez, contando entre sus filas a fuerzas bolivianas, atacó poblados puneños.
En agosto de 1835 fuerzas argentinas ingresaron en territorio boliviano para apresar a José Antonio Reinafé y a Cornelio Moyano, lo que agudizó las tensiones fronterizas.
Rosas sospechaba que Santa Cruz usaba a los unitarios, en alianza con el presidente uruguayo Fructuoso Rivera, para apoderarse de las provincias del noroeste argentino, dado que ya lo había hecho en el Perú. En septiembre de 1836 el agente confidencial chileno Francisco Javier Rosales le mostró a Rosas documentos en ese sentido, que confirmaban los rumores de que el unitario Juan Galo Lavalle estaba en tratos con Santa Cruz para constituir un Estado entre la Argentina y Bolivia.

## Alianza argentino-chilena
Persuadido por el ministro Diego Portales, José Joaquín Prieto, declaró la guerra el 11 de noviembre de 1836, con los peruanos del norte contrarios a Santa Cruz y a su confederación. Portales comunicó a Juan Manuel de Rosas la declaración y le solicitó que hiciera lo mismo en virtud del entendimiento táctico entre ambos países y le reiteraba el ofrecimiento de la firma de un tratado de alianza.
El 28 de diciembre de 1836, Rosas escribió al gobernador de Salta, Felipe Heredia:

(…) porque los Bolivianos no viven sino del tributo de los Indios y de lo que produce el Cerro y Casa de Moneda de Potosí (…) y el apoderarse de aquella Villa me aseguran que no es una empresa de grandísima dificultad (…) nos debe los millones de pesos que hemos insumido por su libertad e independencia en la guerra contra los españoles (…) y nos debe la sangre argentina que se ha derramado en esta guerra (…) Entienda que restituida Tarija, el Río Suypacha deberá dividir el territorio de ambas repúblicas; pero me parece que si podemos conseguir que la Villa de Tupiza y el pueblo de Santiago de Cotagaita queden dentro de nuestro territorio, será lo mejor y lo más importante para dejar asegurada para siempre la paz y comercio libre entre ambos Estados, con todas las franquicias que llevo indicadas. A trueque de conseguir éste bien creo que podríamos condonarle los gastos hechos en la guerra de la Independencia y también los aprovechamientos que ha sacado de Tarija en todo el tiempo que ha tenido usurpada. Mas para obtener todas estas cosas será preciso penetrar hasta la Capital de Bolivia, y tener por nuestro el Cerro de Potosí. Tan importante adquisición debe ser obra con exclusión de los Salteños y Jujeños.

El 13 de febrero de 1837 se produjo un incidente fronterizo cuando una partida boliviana penetró en territorio argentino en la zona de Cochinoca en busca del coronel José Cáceres, quien se encontraba reclutando soldados y lo apresaron.
El mismo 13 de febrero, Rosas declaró cerrada toda comunicación comercial, epistolar y de cualquier género entre los habitantes de la Confederación Argentina y los de Perú y Bolivia, declarando "traidor a la patria" a cualquiera que cruzara la frontera hacia esos países. Lo cual generó manifestaciones bélicas en Buenos Aires al día siguiente. Ambas confederaciones no tenían relaciones diplomáticas formales, por lo que la declaración tenía el objeto de exteriorizar la ruptura de relaciones entre los dos países.

Art. 1 ° Queda cerrada toda comunicación comercial, epistolar y de cualquiera clase entre los habitantes de esta República y los del Perú y Bolivia.

En su consecuencia nadie podrá pasar del territorio argentino al Boliviano ó Peruano; pero serán bien acogidas en la República Argentina las personas que no sean sospechosas y de buena fe que emigren de aquellas dos Repúblicas.

El que infringiese el artículo anterior en aquella parte que cierra toda comunicación con los habitantes de Bolivia y Perú é impide á los de la República Argentina pasar al territorio de aquellas será castigado como reo de traición al Estado.

El 21 de febrero Rosas comunicó a Chile las bases sobre las que la Confederación Argentina firmaría una alianza:
- 1) La guerra no sería contra los pueblos del Perú y Bolivia, sino que contra Santa Cruz, quien sería obligado a evacuar el Perú;
- 2) No se permitiría que Santa Cruz sacara del Perú ejércitos ni armamentos y el ejército de Bolivia debía quedar reducido a mantener el orden interno;
- 3) Tarija sería restituida a la Argentina, Chile recibiría compensaciones por el pronunciamiento de Freire, y la Argentina por los gastos de la guerra de la independencia y las incursiones unitarias;
- 4) Bolivia y el Perú debían conceder a la Argentina y Chile condiciones comerciales favorables y ajustar los límites con ellos.

Portales se molestó por el retraso de la declaración de guerra por parte de Rosas y no aceptó incluir en la alianza la restitución de Tarija ni las compensaciones por los daños causados por los unitarios desde Bolivia, porque en esos asuntos no había tenido participación el Gobierno de Chile. En consecuencia, el tratado de alianza quedó en suspenso, pero se convino en una alianza de hecho, por lo que Rosas declararía la guerra a Santa Cruz y no a los estados peruanos.

## Ingreso argentino en la guerra
El boliviano Andrés de Santa Cruz, ante la inminente apertura de un nuevo frente de guerra en momentos en que ya enfrentaba a Chile, envió el 5 de abril una carta amistosa al argentino Juan Manuel de Rosas ofreciendo la total prescindencia de su gobierno en la política interna de la Confederación Argentina, pero Rosas hizo arrestar al mensajero, el general O'Brien y culpó a Santa Cruz de instigador de las invasiones unitarias de Lavalle (asistida por Francia) y Rivera (aliado de brasileros y franceses) desde el Estado Oriental del Uruguay y no contestó la misiva.
El ministro del Reino Unido en Buenos Aires, Hamilton, instó a Rosas a retirar la declaración de guerra, defendiendo los intereses comerciales de su país, que había firmado un tratado comercial muy favorable con Santa Cruz. Pero Rosas le respondió rechazando su injerencia.
El 30 de abril Rosas comunicó a Heredia que la guerra era inevitable, ordenándole que reclutara soldados en Salta, Jujuy, Tucumán y Catamarca.
El 8 de mayo pidió Rosas a las demás provincias de la confederación que le acordasen:

(...) expedirse con toda la plenitud de facultades (...) contra las maquinaciones de aquel insensato y sus infames asociados los parricidas unitarios.

El 16 de mayo de 1837 Rosas designó a Alejandro Heredia como "General en Jefe del Ejército Argentino Confederado de Operaciones contra el tirano General Santa Cruz". 
El 19 de mayo de 1837 Rosas declaró que "la Confederación Argentina está en guerra con el gobierno de Santa Cruz, y sus sostenedores", sin esperar el pronunciamiento de las demás provincias.
Alejandro Heredia fue nombrado comandante del Ejército del Norte (esto es, el ejército argentino cuyas tropas estaban compuestas casi en su totalidad por bisoños soldados reclutas del noroeste). Tal ejército improvisado y mal pertrechado tuvo a Heredia como jefe máximo y a los generales Gregorio Paz (apodado Goyo Paz) y el español Manuel Virto como inmediatos comandantes. Aunque Rosas le envió a Heredia 500 tercerolas y carabinas, 900 fusiles, 700 sables, 3.500 piedras de fusil y unos 54.500 cartuchos, no lo apoyó efectivamente, quedando el norte argentino vulnerable a los ataques de las fuerzas peruano-bolivianas. Prácticamente careció de todo apoyo logístico desde el resto de la Argentina (en parte porque las fuerzas argentinas de las otras regiones debían afrontar otros conflictos).
En una carta del 30 de abril de 1837, Rosas le explicaba a Heredia las razones por las cuales las demás provincias no podían ayudarlo en el conflicto:

Por lo que respecta a las Provs. litorales de Santa Fe, Entre Ríos y Corrientes, yo no dudo que cooperaran con empeño a tan justa como importante empresa, bien que si las cosas de la Banda Oriental no mejoraran de aspecto y llegan a tomar el muy terrible que ya se deja percibir, no harán poco en guardarse y defenderse por si solas sin pedir auxilio a las demás, porque crea U. que el horizonte Oriental me da más que recelar, que el de Bolivia. Por estos lados litorales hay muchos Santa Cruces, y pocas Cruces Santas, porque estamos rodeados por todas partes de gente non Sancta, que como buitres están acechando los momentos de darnos el picotón para sacarnos los ojos y devorarnos después completamente.

## Desarrollo del conflicto
Santa Cruz había nombrado a Otto Philipp Braun como comandante de las operaciones en el frente sur, secundado por los generales Francisco Burdett O'Connor, Sebastián Ágreda y Timoteo Raña. El cuartel de Braun se estableció en Tupiza en donde se concentró un ejército que no superaba los 2400 hombres, casi todos chicheños y tarijeños, distribuidos en las siguientes unidades: Batallón 1.º de “La Guardia”, 5.º de línea, 6.º “Socabaya”, 8.º de “Nacionales”, con 300, 380, 700 y 600 hombres de infantería respectivamente; Regimiento “Guías de la Guardia” y Regimiento 2.º de “Nacionales”, ambos de caballería con un total de 4 escuadrones, 2 de ellos de cazadores, 1 de coraceros y 1 de guías. La artillería contaba con una brigada con 4 piezas al mando del comandante García. 
El 1 de septiembre llegaron a Jujuy las fuerzas del coronel Felipe Heredia con las siguientes unidades: regimientos “Cristinos de la Guardia”, “Coraceros de la Muerte”, “Escuadrón de Rifles”, “Cazadores de la Libertad” y “Coraceros Argentinos”. En Jujuy se agregaron los regimientos “Restauradores a Caballo”, “Defensores de las Leyes” y los batallones 1, 2 y 4.
El 12 de septiembre de 1837 el Congreso peruano-boliviano dirigió una proclama al ejército:

Soldados: No consideremos enemigos a los ciudadanos de la
Confederación Argentina; hemos formado con ellos una sola familia, hemos peleado juntos por nuestra libertad e independencia; nuestra sangre, mezclada con la suya, ha sido derramada a torrentes por el enemigo común; los huesos de los bolivianos y argentinos aún se conservan reunidos en los campos de Guaqui, Vilcapujio y Viloma.

Santa Cruz ordenó a Braun que se mantuviera a la defensiva mientras él concluía la guerra contra Chile, pero aprovechando la inactividad de Heredia (quien continuaba en Tucumán preparando el ejército y había dejado a cargo del general Alemán la frontera, este sólo había desplegado 380 hombres dispersos en las localidades fronterizas como Yavi, La Quiaca, Santa Catalina, San Juan y otros puntos de la Puna), el general Braun concentró sus tropas en la estratégica Tupiza y en agosto de 1837 destacó dos columnas hacia el territorio argentino.
La columna occidental con 100 soldados, luego de pasar por Talina, el 28 de agosto ocupó La Quiaca, sorprendiendo a las autoridades de Jujuy, que se entregaron. Ese mismo día tomaron también Cochinoca.
La columna oriental, luego de pasar por Moraya, ocupó el 29 de agosto las aldeas de Santa Victoria e Iruya, en donde se rindieron las fuerzas del excoronel unitario Manuel Sevilla que las custodiaban, quien se pasó a las fuerzas bolivianas. La columna continuó luego por la quebrada de Humahuaca.

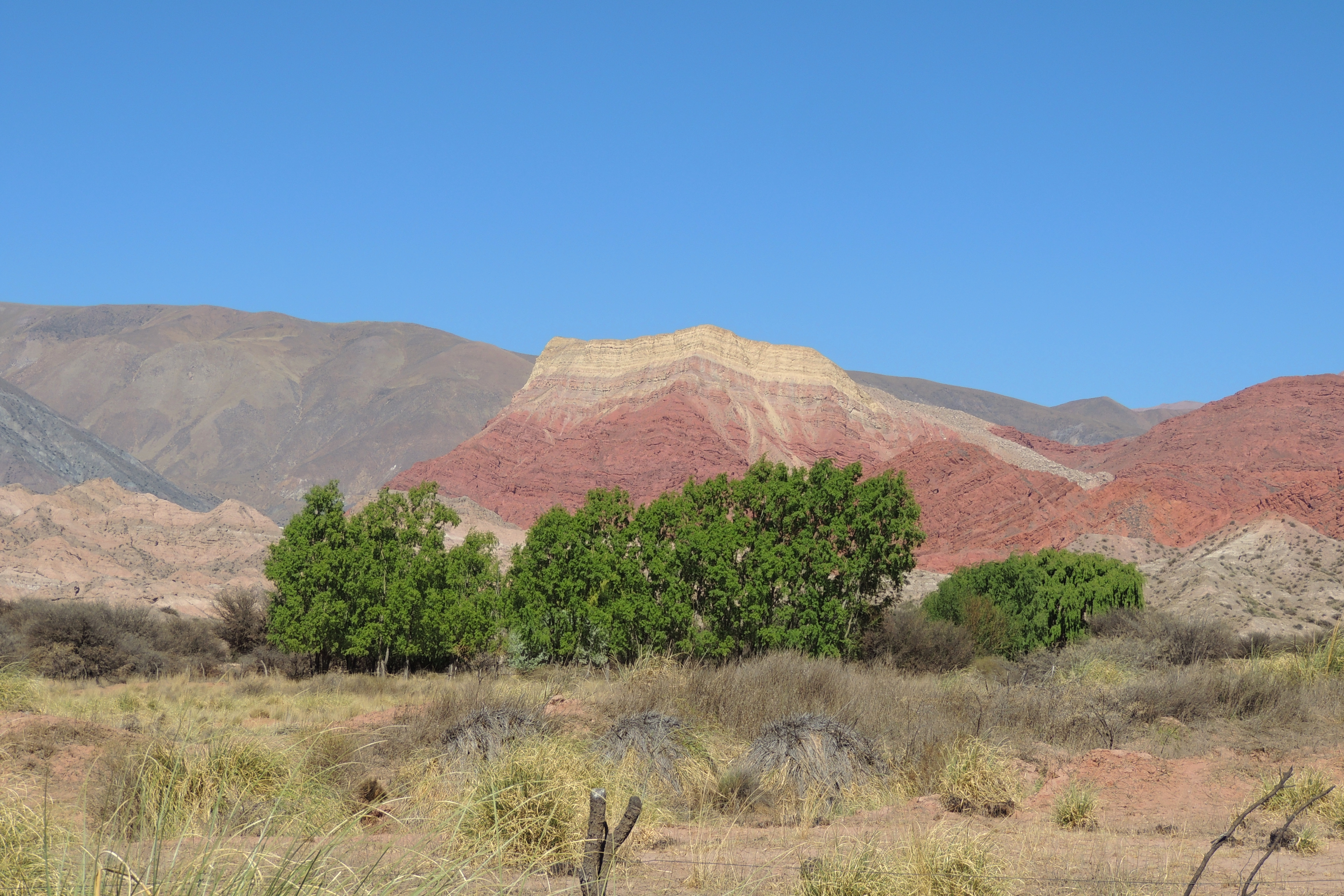
Quebrada de Humahuaca lugar donde ocurrió el Combate de Humahuaca.

Ambas columnas se reunieron el 11 de septiembre en Humahuaca.
Al enterarse Alejandro Heredia de la invasión el 9 de septiembre, envió a su hermano Felipe con 400 hombres de las fuerzas que el 1 de septiembre habían llegado a Jujuy, un escuadrón del regimiento Restauradores a Caballo, otro del Cristinos de la Guardia, un escuadrón de milicia y una compañía de tiradores. 
Las fracciones de vanguardia bolivianas ocuparon el pueblo de Humahuaca el 11 de septiembre. Al día siguiente, Felipe Heredia tras varias cargas logró derrotar a las fracciones de vanguardia de Braun en el Combate de Humahuaca o de la Herradura, recuperando el pueblo de Humahuaca, pero al perseguir a los bolivianos se encontró con una fuerza al mando del teniente coronel Fernando María Campero Barragán enviada en apoyo para facilitar la retirada. Al día siguiente se produjo el Combate de Santa Bárbara, unos 4 km al norte de Humahuaca en donde Heredia derrotó a las fuerzas bolivianas de Campero que contaban con unos 220 hombres de infantería y un grupo de caballería y que se replegaron hacia el norte en dirección a Chorrillos (algunas fuentes bolivianas citan a este combate como una victoria propia en donde dejaron 20 muertos y produjeron 150 bajas a un ejército argentino de 800 hombres). En este combate las fuerzas bolivianas dejaron 15 muertos y 10 prisioneros y las argentinas 9 muertos y 8 heridos (según fuentes argentinas).
Bernardo Jiménez, comandante del 3° Escuadrón Restauradores a Caballo, escribió desde Huacalera al gobernador de Salta el 24 de septiembre señalando el triunfo argentino:

Como comandante del Tercer Escuadrón Restauradores a Caballo, solicitó a Vd. en forma urgente sirva enviarme un poco de yerba y azúcar para los enfermos y coca para todos principalmente para las avanzadas y bomberos. Después de diez días del triunfo de Santa Bárbara, mis pobres hombres desfallecen de hambre, de agotamiento, de frío y de sueño. Este último premio le pido a Vd. en estos momentos tan angustiantes.

El 11 de diciembre el capitán Aramayo logró una victoria sobre el comandante boliviano Colqui en el Combate de Vicuñay cerca de la aldea de Tres Cruces (al noroeste de Jujuy), Colqui y 20 de sus hombres cayeron prisioneros.
Debido a una serie de sublevaciones en varias provincias argentinas (en septiembre de 1837 se amotinó en Salta el Batallón Cazadores de la Libertad; el 2 de febrero de 1838 se amotinaron en Humahuaca los Coraceros de la Muerte; el 29 de marzo de 1838 se sublevó en Santiago del Estero el coronel Carrillo), las fuerzas de Heredia fueron replegadas hacia Salta, mientras que las bolivianas se replegaron hacia Yavi. Luego de producirse la Paz de Paucarpata el 17 de noviembre de 1837, por la cual Chile quedó momentáneamente fuera de la guerra, el mariscal Santa Cruz pudo concentrar sus esfuerzos en el frente argentino, por lo que en enero de 1838 Braun volvió a avanzar y Heredia retrocedió concentrado sus fuerzas en Itaimari y Hornillos.
El 2 de enero de 1838 un destacamento al mando del capitán Gutiérrez atacó una fracción boliviana de 16 hombres en el Combate de Rincón de las Casillas, (3 kilómetros al sur de Negra Muerta en Salta) 10 de los cuales quedaron prisioneros. Mientras esa noche, dos fracciones bolivianas combatieron entre sí por error en la oscuridad en Negra Muerta confundiéndose con las fuerzas argentinas que tomaron la localidad, luego los destacamentos bolivianos se replegaron hacia Iruya.
Heredia lanzó varios destacamentos para hostilizar el avance de Braun, el coronel argentino Gregorio Paz logró tomar San Antonio de los Cobres en la quebrada del Toro, el coronel argentino Mateo Ríos avanzó desde San Ramón de la Nueva Orán hacia Iruya y el teniente coronel argentino Baca realizó acciones de hostigamiento, por lo que Braun volvió a retroceder. Poco después Chile regresó a la guerra y el peligro de una gran invasión del ejército de Santa Cruz al norte argentino se diluyó. El 28 de marzo el almirante francés Luis Francisco Leblanc inició el bloqueo del Río de la Plata en apoyo del mariscal Santa Cruz[cita requerida]; la intervención francesa favoreció ampliamente a los peruanobolivianos y debilitó a los argentinos.
Alejandro Heredia logró conformar un ejército de unos 3.500 hombres organizado en tres divisiones:
- I División (1.000 hombres): al mando del gobernador de Salta, general Pablo Alemán con los regimientos "Coraceros de la Confederación Argentina" y "Lanceros de Salta" y los escuadrones de caballería "Dragones de Jujuy" y el "Restaurador de Aguilar"; los regimientos de infantería 1 y 2 de milicias de Jujuy, 6, 9 y 10 de milicias de Salta.
- II División (1.500 hombres): al mando del general Manuel Virto con los regimientos "Restauradores" y el 3 de milicias y los escuadrones de caballería "Coraceros de la Guardia", granaderos, guías y el de lanceros; los batallones de infantería "Libertad" y "Cazadores".
- III División (1.000 hombres con 2 piezas de artillería): al mando del general Gregorio Paz con los regimientos "Coraceros de la Muerte", "De Rifles", "Coraceros Argentinos", 11 de milicias y los escuadrones de caballería 4 de milicias y "Granaderos de Santa Bárbara"; los batallones de infantería "Defensores" y "Voltígeros".

A la columna de Virto se le encomendó avanzar por la quebrada de Humahuaca, atacar la zona de Iruya e impedir la retirada del ejército de Braun. La columna de Gregorio Paz debía ocupar Tarija y amenazar Chuquisaca. La Columna de Alemán sería la reserva, permaneciendo en la retaguardia.
El 5 de junio de 1838 el mariscal Santa Cruz, ante los preparativos chilenos, intentó abrir negociaciones enviando una carta a Alejandro Heredia y designó a Napoleón Bonetti como negociador, pero este era un prófugo argentino que había sido declarado traidor y criminal y Heredia confirmó que trataba de llevar adelante un plan de insurrección en su contra en el norte argentino, por lo que no reconoció la inmunidad parlamentaria de Bonetti, lo encarceló y lo envió a Buenos Aires el 21 de agosto de 1838. Braun reclamó la puesta en libertad de Bonetti, amenazando con reiniciar las hostilidades, pero el 19 de octubre recibió la respuesta negativa de Heredia, quien seguía considerando a Bonetti un criminal.

### Columna de Gregorio Paz
El general argentino Gregorio Paz inició la marcha el 27 de abril de 1838 desde Humahuaca, marchando por la zona de selvas de yungas y el Chaco, comandando su vanguardia el coronel Mateo Ríos. 
El 29 de mayo se libró el Combate de la Laguna Acambuco y las fuerzas argentinas ingresaron en territorio actualmente boliviano tomando el poblado de Carapari, donde el comandante boliviano Cuellas con su escuadrón, desertó uniéndose a Paz luego del Combate de Zapatera el 3 de junio. 
El 8 de junio Paz logró la victoria en el Combate de San Diego en la que participaron la segunda compañía de granaderos, 15 tiradores del regimiento Coraceros Argentinos y una compañía del batallón Defensores. Logrando ingresar en el valle tarijeño de San Luis, ocupando el pueblo de ese nombre (hoy Entre Ríos, capital de la provincia de O'Connor), librando el 9 de junio el Combate de El Pajonal en donde el teniente coronel Ubiens con 200 hombres no pudo cortar la retirada de las fuerzas bolivianas que lograron escapar. 
Paz llegó cerca de Tarija desde donde retrocedió el 24 de junio, ante la superioridad numérica de las fuerzas de Braun que habían recibido en refuerzo desde Tupiza y milicianos locales al mando de Eustaquio Méndez, siendo su retaguardia de 300 hombres aniquilada en la Cuesta de Coyambuyo (o Combate de Montenegro) en las proximidades de Padcaya, debiendo retirarse Paz hacia el territorio argentino hostilizado continuamente. En esta batalla los bolivianos capturaron a 20 oficiales argentinos.

### Columna de Manuel Virto
El 5 de junio el coronel argentino Virto inició su marcha desde San Andrés (60 km al estenoreste de Humahuaca, en territorio de Salta) rumbo al Abra de Zenta, recibiendo luego la incorporación de fuerzas jujeñas al mando del coronel Iriarte.
El 11 de junio Virto atacó Iruya pero tras varios intentos no logró tomarla y debió retirarse, obteniendo así los bolivianos de Timoteo Raña el triunfo en el Combate de Iruya. 

### Retirada argentina
El 22 de agosto de 1838 Heredia ordenó la retirada hacia Jujuy y luego a Tucumán al haber fracasado las dos columnas. Dispuso la fragmentación del ejército y el regreso de las tropas a sus provincias de origen.
El prestigio de Heredia se vio debilitado en Tucumán, por lo que el pueblo tucumano, el 12 de noviembre, se levantó contra su ejército. Al mando de Alejo Córdoba, comandante del Regimiento N.º 9, estalló la rebelión que dio inicio a la denominada Coalición del Norte, siendo asesinado el general Alejandro Heredia por el coronel Gabino Robles en Lules. El comandante Rentería sería el encargado de sofocar esta revolución al mando de 50 hombres desalojando al militar alzado. Los gobernadores de las provincias del norte de la Argentina no deseaban prolongar la guerra.
Tras la victoria de sus ejércitos en los combates de Iruya y Montenegro, el Protector Andrés de Santa Cruz anunció ante el congreso del estado boliviano:

Algunos caudillos de las provincias argentinas, que todavía no han  renunciado a la idea quimérica de dominar a Bolivia, se prestaron fácilmente a las sugestiones del gobierno chileno y se presentaron en nuestra frontera a amenazar el territorio sagrado de la patria. Su presencia basto para inflamar el patriotismo y armar en masa a nuestros pueblos del sur. Acaban de publicarse los resultados gloriosos de aquella campaña, en que han lucido el patriotismo del ejército y de los pueblos.
Andrés de Santa Cruz

A pesar de la retirada y disolución del Ejército Argentino, y el posterior asesinato de Heredia, quedaron en situación de vigilancia en la frontera el general Braun y sus tropas lo que significó para la Confederación Perú-Boliviana, la disminución de un significativo número de soldados para enfrentar la nueva campaña que el gobierno chileno y los restauradores peruanos, tras el desconocimiento del Tratado de Paucarpata, preparaban esta vez sobre el norte del Perú.

## Fin de la guerra
Santa Cruz anexó a Bolivia el territorio argentino de la Puna de Jujuy en el que se hallan las poblaciones de Santa Catalina, Yavi, Santa Victoria, Cangrejillos, El Puesto, Abra Pampa, Cochinoca, Pastos Chicos, y otras. Lo puso bajo dependencia del provincia de Tarija y designó autoridades bolivianas, entre las que se sucedieron Timoteo Raña, Sebastián Agreda y Bernardo Trigo Espejo.
En diciembre de 1838 el nuevo gobernador de Salta, Manuel Solá, inició contactos con sus pares del norte para, a espaldas del encargado de las relaciones exteriores de la Confederación Argentina, llevar adelante negociaciones de paz. Mientras el general boliviano José Miguel de Velasco le enviaba una carta el 16 de enero de 1839 buscando la paz y liberó a los prisioneros argentinos. Velasco envió luego a Clemente Usandivaras con una propuesta de paz a los gobernadores de Salta, Jujuy y Tucumán, proponiendo:

1) Que se restituiría á la Republica sin indemnización alguna todo el territorio que había perdido en la presente guerra.
2) Que si el Gobno. de Bs. Ays. ó algún otro pretendía invadir á las Provas. contratantes, el Gobierno de Bolivia les suministraría una suma mensual de dinero y todas las armas, municiones y demás auxilios que jusgase necesario para defender y resistir.
3) Que el Gobno. de Bolivia no se referiría jamás en los negocios políticos de estas provas. ni directa ni indirectamente aun que deseaba vivamente verlas constituidas bajo alga forma.

Luego Velasco le propuso una entrevista a Solá, pero no se concretó ante la negativa a las tratativas del gobernador de Santiago del Estero, general Juan Felipe Ibarra, firme partidario de Rosas.
El 20 de enero de 1839 las fuerzas restauradora del chileno Manuel Bulnes y del peruano Agustín Gamarra lograron la victoria de Yungay contra Santa Cruz que puso fin a la Confederación Perú-Boliviana. El 14 de febrero de 1839, el general Velasco, nuevo presidente de Bolivia, comunicó al gobernador de Jujuy el fin del estado de guerra y se mostró dispuesto a negociar el problema de Tarija. El 26 de abril de 1839 el general Rosas puso fin oficialmente a la guerra sin aprovechar la derrota de Santa Cruz para avanzar sobre Tarija. El territorio de la Puna de Jujuy, Iruya y otras poblaciones ocupadas, fueron devueltas por Bolivia en marzo de 1839.

## Conclusiones
La historiografía argentina sostiene que la guerra fue en la práctica un empate (incluso de hasta una victoria militar dado las victorias que se dieron a finales de la guerra) dado que las operaciones militares lograron, con muchas dificultades, liberar las zonas de Jujuy y de Salta que habían sido invadidas pero no pudieron lograr al objetivo de reincorporar la provincia de Tarija al tener que enfrentar tropas mucho más numerosas y mejor dirigidas por expertos oficiales europeos como el alemán Otto Philip Braun, sin embargo, se logró evitar que la Confederación Perú-Boliviana se apoderara de las provincias del norte argentino, al mismo tiempo que la Confederación Argentina enfrentaba el Bloqueo francés al Río de la Plata.
La historiografía boliviana sostiene que se trató de una victoria militar dado que al declarar la guerra la Confederación Argentina y fracasar en su ofensiva sobre territorio considerado boliviano estratégicamente triunfó la Confederación Perú-Boliviana que además sostenía una guerra de dos frentes. La victoria en la Batalla de Montenegro tiene una especial significación en Bolivia, por esta acción el general Braun obtuvo el grado de Gran Mariscal de Montenegro por el congreso del Estado boliviano.Sin embargo, cabe destacar que las Provincias de Jujuy y Salta volvieron a manos argentinas y que Tarija, la principal región que se disputaba, se resolvió tras negociaciones diplomáticas 